# 2 Grupa Łączności

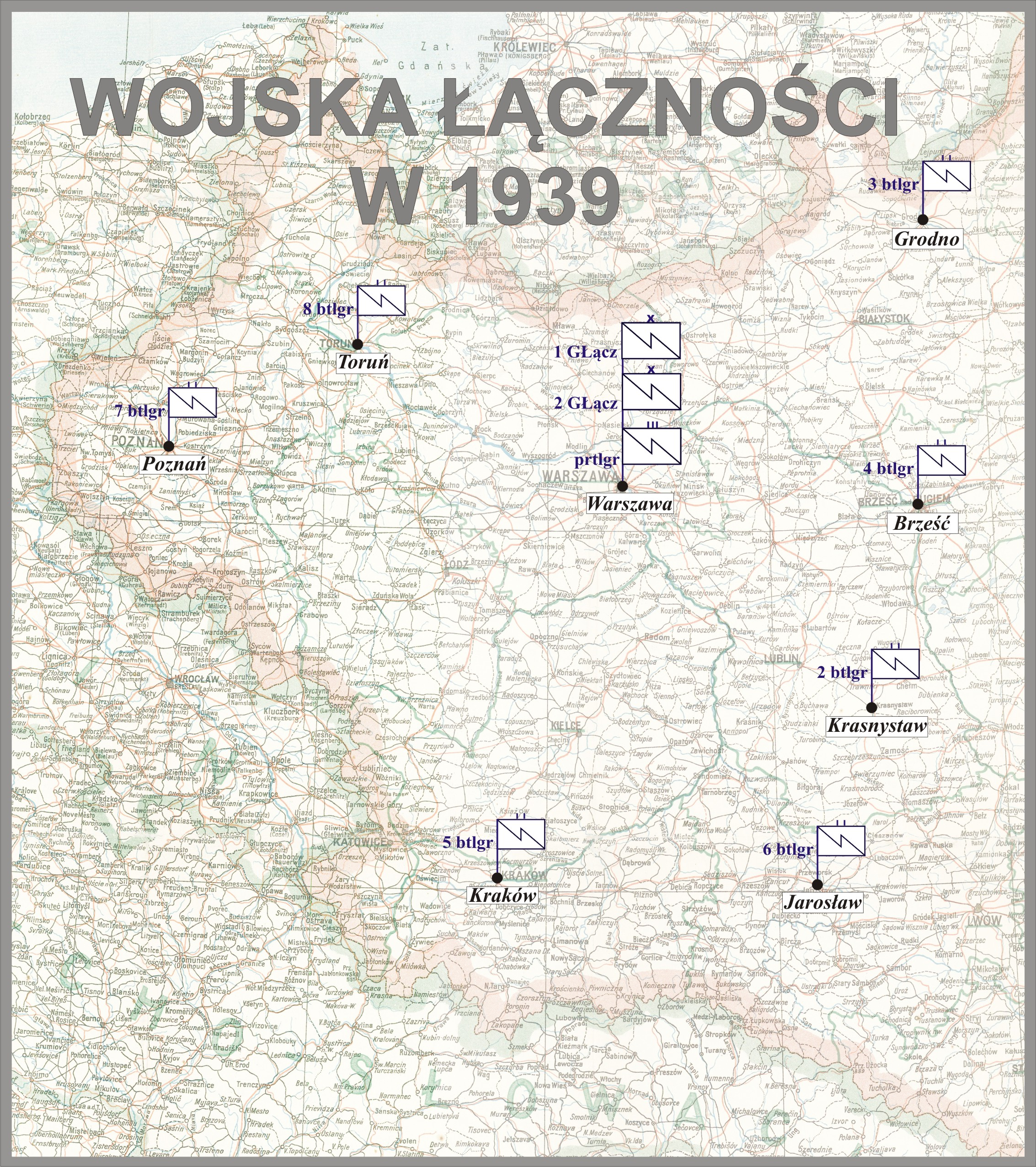
Wojska Łączności w 1939 przed wybuchem II wś

2 Grupa Łączności (2 GŁącz) - związek organizacyjny łączności Wojska Polskiego.
Wiosną 1929 została wprowadzona nowa organizacja wojsk łączności, której cechą charakterystyczną było oddzielenie spraw dowodzenia od administracji (służba łączności). W nowej organizacji powołano do życia Szefostwo Łączności Ministerstwa Spraw Wojskowych, Centrum Wyszkolenia Łączności oraz trzy dowództwa grup łączności, a także utworzono stanowiska szefów łączności we wszystkich trzydziestu dywizjach piechoty. Dowódcy grup łączności byli niezależni od szefa Szefostwa Łączności MSWojsk. (mjr łącz. inż. Kazimierz Goebel) i podlegali bezpośrednio generałowi Kazimierzowi Fabrycemu, II wiceministrowi spraw wojskowych, a od 31 lipca 1931 - I wiceministrowi spraw wojskowych.
Dowództwo 2 Grupy Łączności zostało utworzone w Toruniu. Na stanowisko dowódcy grupy został wyznaczony ppłk łącz. Tadeusz Argasiński, dotychczasowy dowódca pułku radiotelegraficznego. Pierwszym oficerem sztabu został mjr łącz. Edward Wolski z 1 pułku łączności, natomiast drugim oficerem sztabu kpt. łącz. mgr Leon Gołębiowski z 7 Okręgowego Szefostwa Łączności.
Dowództwu grupy zostały podporządkowane następujące oddziały i pododdziały łączności:
- 5 samodzielny batalion łączności w Krakowie,
- 7 samodzielny batalion łączności w Poznaniu,
- 8 kompania szkolna łączności,
- stacja radiotelegraficzna „Kraków” w Krakowie,
- stacja radiotelegraficzna „Poznań” w Poznaniu,
- stacja radiotelegraficzna „Rozewie”[3].

2 lipca 1930 Minister Spraw Wojskowych wydał rozkaz w sprawie wprowadzenia w życie drugiej fazy organizacji wojsk łączności. Rozformowany został wówczas 2 pułk łączności w Jarosławiu. Samodzielne bataliony łączności (5 w Krakowie, 7 w Poznaniu i 9 w Brześciu) zostały przeformowane w bataliony telegraficzne. Sformowano cztery bataliony telegraficzne (2, 3, 4 i 6) i trzy plutony konne telegraficzne. Stacje radiotelegraficzne przemianowano na plutony radiotelegraficzne.
W styczniu 1931 mjr łącz. Edward Wolski został wyznaczony  na stanowisko dowódcy 1 pułku łączności. Obowiązki I oficera sztabu objął mjr łącz. Zenon Konarski, dotychczasowy szef łączności 9 DP.
Z dniem 1 września 1931 został zmniejszony skład osobowy Dowództwa 2 GŁącz (P.S. 10-740 skład osobowy Nr 1) o stanowiska II i III oficera sztabu oraz trzech urzędników kat. III (pozostał jeden urzędnik III kat.).
3 listopada 1931 Minister Spraw Wojskowych wydał rozkaz w sprawie reorganizacji wojsk łączności. W ramach przeprowadzonej reorganizacji między innymi zostało zlikwidowane Dowództwo 3 Grupy Łączności w Przemyślu i 1 pułk łączności w Zegrzu, natomiast Dowództwo 2 GŁącz (ppłk łącz. Tadeusz Argasiński, mjr łącz. Zenon Konarski i mjr łącz. mgr Leon Gołębiowski) zostało dyslokowane z garnizonu Toruń do garnizonu Kraków.
Pod koniec 1931 organizacja pokojowa grupy przedstawiała się następująco:
- 5 batalion telegraficzny w Krakowie,
- 6 batalion telegraficzny w Jarosławiu,
- 7 batalion telegraficzny w Poznaniu,
- kadra 2 batalionu telegraficznego w Przemyślu,
- kadra kompanii szkolnej 2 batalionu radiotelegraficznego w Krakowie,
- kadra kompanii szkolnej 3 batalionu radiotelegraficznego w Przemyślu,
- 3 pluton radiotelegraficzny w Krzesławicach,
- 4 pluton radiotelegraficzny w Poznaniu,
- 7 pluton radiotelegraficzny w Stanisławowie.

oraz kompanie telegraficzne dywizji piechoty.
Z dniem 16 listopada 1932 zostali powołani na III pięciomiesięczny informacyjny kurs dla oficerów sztabowych łączności przy Ministerstwie Poczt i Telegrafów: ppłk łącz. inż. Emil Kaliński, w charakterze wojskowego kierownika kursu do 31 grudnia 1932 z równoczesnym pełnieniem obowiązków dowódcy 1 GŁącz. i ppłk łącz. Tadeusz Argasiński, w charakterze wojskowego kierownika kursu od 1 stycznia do 15 kwietnia 1933 z równoczesnym pełnieniem obowiązków dowódcy 2 GŁącz. oraz mjr łącz. Wincenty But z 1 GŁącz. i mjr łącz. Zenon Konarski z 2 GŁącz., w charakterze słuchaczy.
W styczniu 1933 Dowództwo 2 Grupy łączności zostało zlikwidowane, a jej skład osobowy przeniesiony do Dowództwa 1 Grupy Łączności: ppłk łącz. Tadeusz Argasiński, na stanowisko dowódcy, mjr łącz. Zenon Konarski i mjr łącz. mgr Leon Gołębiowski.
19 kwietnia 1939 po raz drugi zostało utworzone Dowództwo 2 Grupy Łączności w Warszawie. Dowództwo występowało wyłącznie w organizacji pokojowej wojska. Z chwilą zarządzenia mobilizacji uległo likwidacji. Na stanowisko dowódcy 2 GŁącz został wyznaczony płk łącz. Jan Kaczmarek.
Dowódcy 2 Grupy Łączności zostały podporządkowane następujące oddziały i pododdziały łączności:
- 5 batalion telegraficzny w Krakowie,
- 6 batalion telegraficzny w Jarosławiu,
- 7 batalion telegraficzny w Poznaniu,
- kadra 3 batalionu telegraficznego w Grodnie,
- kadra 4 batalionu telegraficznego w Brześciu,
- kadra 2 kompanii szkolnej radio w Krakowie,
- kadra 3 kompanii szkolnej radio w Przemyślu,
- stacja radiotelegraficzna nr 2 w Lidzie (jednostka mobilizująca - 77 pp[12]),
- stacja radiotelegraficzna nr 3 w Krzeszowicach pod Krakowem (2 plot[13]),
- stacja radiotelegraficzna nr 4 w Poznaniu (kompania łączności 14 DP[14])

oraz pododdziały łączności wielkich jednostek piechoty i kawalerii stacjonujące na terenie okręgów korpusów nr: III, V, VII, IX i X, w tym również kompanię łączności Obszaru Warownego „Wilno”.
Stacje radiotelegraficzne nr 2-4 były radiostacjami stałymi głębokiego radiowywiadu. Pozostawały w bezpośredniej i wyłącznej dyspozycji Oddziału II Sztabu Głównego. Prace radiostacji koordynował Referat Radiowywiadu Biura Szyfrów.
Dowództwa grup łączności zostały powołane „do inspekcjonowania oddziałów wojsk łączności (…) krótki okres istnienia uniemożliwił powyższym organom wykazanie się jakimikolwiek osiągnięciami”.
21 sierpnia 1939 został wydany rozkaz o sformowaniu pułku łączności w Jarosławiu. Nowa jednostka miała być utworzona z dniem 1 stycznia 1940 na bazie 6 batalionu telegraficznego oraz I batalionu pułku radio, który miał być przeniesiony z Warszawy. Z chwilą ogłoszenia powszechnej mobilizacji zarządzenia dotyczące formowania pułku zostały wstrzymane.